# Acromastigum bancanum
Acromastigum bancanum là một loài rêu tản trong họ Lepidoziaceae. Loài này được (Sande Lac.) A. Evans miêu tả khoa học lần đầu tiên năm 1934.